# Miyazaki Tsutomu
Miyazaki Tsutomu hay còn được gọi là Sát nhân Otaku hoặc Sát nhân Nữ nhi đồng, là sát nhân hàng loạt người Nhật với những tội ác khác như ăn thịt người, hiếp dâm trẻ em và thực hiện hành vi giao cấu với xác chết. Ông bắt cóc và giết hại bốn bé gái mầm non và cưỡng hiếp họ quanh khu vực Saitama và Tokyo trong khoảng thời gian từ tháng 8 năm 1988 đến tháng 6 năm 1989. Ngoài ra, Tsutomu còn lưu trữ máu người để uống và cắt vài bộ phận cơ thể nạn nhân đã chết để giữ làm chiến lợi phẩm.
Miyazaki bị áp giải vào năm 1989 tại Hachiouji, Tokyo sau khi một người cha trong lúc tìm con gái mất tích đã truy ra được một tập ảnh bé gái khỏa thân của Miyazaki, trong đó có ảnh con gái ông ta. Khi đã bị tạm giam, người ta phát hiện ra rằng Tsutomu còn sở hữu bộ sưu tập đĩa anime đồi trụy, bạo lực và phim kinh dị đồ sộ, cũng là một trong những lý do khiến xã hội Nhật Bản bấy giờ lên án Otaku. Mặc dù các bác sĩ tâm thần chẩn đoán Miyazaki bị rối loạn đa nhân cách, ông vẫn hoàn toàn có khả năng nhận thức được tội ác của mình và hậu quả gây ra. Tsutomu nhận án tử hình vào năm 1997, nhưng đến năm 2008, ông mới chính thức bị xử tử bằng phương pháp treo cổ.

## Gia cảnh
Miyazaki Tsutomu sinh ra từ một cuộc tình loạn luân giữa bố và cô của mình. Vì sinh ra trong mối quan hệ cận huyết, cộng với hậu quả của việc đẻ non nên bẩm sinh y sở hữu đôi tay khuyết tật, trong đó khớp cổ tay bị gắn liền với khớp bàn tay, khiến cổ tay y hoàn toàn không xoay và di chuyển được, mỗi lúc nhấc bàn tay lên hay xuống y đều phải giơ cả cánh tay lên. Do dị dạng, Miyazaki bị tẩy chay và bắt nạt từ khi mới nhập học tại trường tiểu học Itsukaichi, và do đó suốt tuổi thơ y luôn cô lập chính mình. Ở tuổi thiếu niên, Miyazaki theo học trường Trung học Phổ thông Meidai Nakano ở Nakano, Tokyo, mau chóng trở thành ngôi sao sáng giá của trường với thành tích học tập ưu tú. Tuy nhiên càng về những năm cuối trung học, điểm số của Miyazaki ngày càng sụt giảm trầm trọng, cuối cùng y xếp thứ 40 trên tổng số 56 học sinh trong lớp và thi trượt Đại học Meiji. Thay vì học tiếng Anh và trở thành giáo viên như dự định ban đầu, Tsutomu quyết định theo học một trường cao đẳng địa phương để trở thành kỹ thuật viên nhiếp ảnh.
Vào giữa những năm thập niên 80, Miyazaki quay trở lại nhà cha mẹ gần hiệu in ấn của cha mình, và được xếp ở chung phòng với chị gái. Mặc dù gia đình Miyazaki có ảnh hưởng lớn tại quê nhà Itsukaichi, đồng thời cha y còn sở hữu một tòa báo nhỏ nhưng Tsutomu chưa bao giờ bày tỏ mong muốn được tiếp quản công việc của cha. Lưu ý rằng ở thời điểm bị bắt vào năm 1989, Miyazaki Tsutomu chia sẻ rằng điều bản thân mong muốn đó là được ai đó lắng nghe về những khó khăn đã luôn gặp phải trong cuộc sống, và thực sự rằng cha mẹ mình dường như quan tâm đến vật chất nhiều hơn cảm xúc và mong muốn của riêng y. Suốt khoảng thời gian sống cùng cha mẹ, Tsutomu nhiều lần nghĩ đến việc tự tử.
Trong khoảng thời gian quay trở lại sống cùng gia đình, Miyazaki bị hai chị gái ruột chối bỏ và cự tuyệt, và ông nội là nguồn động viên duy nhất dành cho y sau những thất bại tại thành thị. Tháng 5 năm 1988, ông nội Miyazaki qua đời, chính cái chết này khiến căn bệnh trầm cảm của Tsutomu trở nặng hơn nữa và y càng cô lập chính mình với xã hội bên ngoài. Cảm thấy quá đau lòng trước cái chết của ông, trong lúc thả tro sau tang lễ, y đã nuốt phần tro còn lại của ông trong bình cốt, theo y đó là cách duy nhất để giữ cho ông nội còn sống với mình. Vài tuần sau, một trong những chị gái của Miyazaki trong khi tắm đã bắt gặp y đang cố nhìn trộm cô. Dù đã yêu cầu y rời đi, nhưng Tsutomu không những từ chối mà lao vào tấn công cô. Cuối cùng sự việc bị cha mẹ Miyazaki phát giác. Họ yêu cầu y dành ít thời gian chụp ảnh và quay phim lại để tập trung làm công việc gia đình, nhưng y phản đối và tiếp tục tấn công họ.

## Tội ác
Trong khoảng thời gian từ tháng 8 năm 1988 đến tháng 6 năm 1989, Miyazaki đã sát hại bốn bé gái mầm non trong độ tuổi từ bốn đến bảy, giao cấu với xác chết của các bé và chặt thi thể thành nhiều mảnh. Y còn lấy máu từ thi thể nạn nhân để uống và nấu phần cánh tay một bé gái để ăn. Những tội ác do Miyazaki gây ra được mệnh danh là "Sát nhân Nữ nhi đồng" (東京·埼玉連続幼女誘拐殺人事件, Tōkyō Saitama Renzoku yōjo Yukai satsujin jiken).
Vào ban ngày, Miyazaki tỏ thái độ ôn hòa và ít nói với các đồng nghiệp. Sau giờ làm, y bắt đầu đi săn bé gái và chọn ngẫu nhiên một con mồi để giết. Sau khi thực hiện tội ác và ăn vài phần thi thể nạn nhân, kẻ sát nhân thường viết thư gửi cho gia đình bé gái, nội dung thư thường gợi tả khoái lạc giết chóc khi y thực hiện hành vi của mình. Cảnh sát nhận thấy rằng gia đình các nạn nhân đều có một điểm chung rằng họ đều hay nhận được những cuộc gọi trêu chọc vào máy bàn. Khi thấy đầu dây bên kia nhấc máy, để trêu chọc gia đình nạn nhân, y thường im lặng không nói gì, thay vào đó chỉ thở mạnh vào ống nghe. Nếu bên kia đầu dây không chịu nhấc máy sau cuộc gọi câm đầu tiên, y sẽ gọi liên tục, đôi khi điện thoại của họ đổ chuông lên tới 20 phút.
Vào ngày 22 tháng 8 năm 1988, một ngày sau sinh nhật lần thứ 26 của Miyazaki, bé gái bốn tuổi mang tên Konno Mari đã biến mất khi chơi ở nhà một người bạn. Tìm kiếm con gái cả ngày không thành, cha của Mari đã liên lạc với cảnh sát. Thực chất, Miyazaki đã dẫn Konno vào chiếc xe hơi Nissan Langley màu đen của mình và bắt cóc bé. Y lái xe về phía tây Tokyo và đỗ xe dưới một cây cầu trong khu vực rừng cây. Ở đó Tsutomu ngồi cạnh bé gái trong nửa giờ trước khi giết Mari. Đợi cho Mari tắt thở hẳn, y bắt đầu làm tình với xác chết cô bé và bỏ thi thể lại trên những ngọn đồi gần nhà rồi lấy bộ váy Mari mặc trên người mang về. Sau đó vài ngày y quay lại đó và chặt tứ chi từ thi thể ra, mang về bảo quản trong tủ lạnh, những phần tay chân này đã bị cảnh sát tìm thấy sau khi Miyazaki bị áp giải. Để xử lý phần xương, kẻ sát nhân đốt trụi trong lò lửa, nghiền thành bột, đặt vào một chiếc hộp cùng với vài chiếc răng non, ảnh chụp quần áo và một tấm bưu thiếp có nội dung: "Mari. Hỏa táng. Xương cốt. Điều tra. Chứng minh." 
Vào ngày 3 tháng 10 năm 1988, Miyazaki đang lái xe dọc theo một con đường nông thôn thì phát hiện ra bé Yoshizawa Masami, bảy tuổi. Y mời cô bé lên xe đi quá giang và cô chấp nhận. Sau đó y lái xe đến cùng hiện trường Konno Mari và giết Masami tại đó, quan hệ với xác chết cô bé, và lấy hết quần áo nạn nhân trước khi rời đi.
Vào ngày 12 tháng 12 năm 1988, bé Nanba Erika bốn tuổi, trong lúc trở về từ nhà một người bạn thì Miyazaki đã bắt cóc bé, ép Erika vào trong xe. Y lái xe đến một bãi đậu ở Naguri, Saitama, buộc Erika phải cởi bỏ quần áo ở ghế sau và bắt đầu chụp ảnh khỏa thân cho em. Sau khi giết bé gái, y trói tay và chân nạn nhân ra sau lưng, phủ lên một tấm ga trải giường và đặt cơ thể vào cốp xe. Quần áo nạn nhân bị vứt lại trong khu vực rừng cây còn xác chết bị để lại bên bãi đậu xe liền kề. Miyazaki đã gửi một tấm bưu thiếp cho gia đình Nanba, trên bưu thiếp dán những mẩu từ được cắt ra từ tạp chí: "Erika. Lạnh. Ho. Cổ họng. Nghỉ ngơi. Cái chết."
Vào ngày 6 tháng 6 năm 1989, Miyazaki thuyết phục cô bé Nomoto Ayako năm tuổi cho phép y chụp ảnh bé. Sau đó y dẫn Ayako vào xe của mình và thực hiện tội ác sát nhân. Khi nạn nhân đã chết, Tsutomu phủ một tấm ga trải giường lên thi thể và đặt nó vào cốp xe rồi đưa thi thể về căn hộ. Kẻ thủ ác dành hai ngày tiếp theo để làm tình với cái xác của Ayako, chụp ảnh nó từ nhiều góc máy khác nhau và quay phim khiêu dâm với xác chết.
Khi cơ thể bắt đầu phân hủy, Miyazaki chặt từng bộ phận ra rồi bỏ xác trong một nghĩa trang còn đầu thi thể bị vứt trên những ngọn đồi gần đó. Chỉ riêng hai bàn tay là được kẻ thủ ác giữ lại để uống máu và nấu thành thức ăn. Lo sợ cảnh sát sẽ tìm thấy xác chết, y quay trở lại nghĩa trang và những ngọn đồi hai tuần sau đó và mang hài cốt trở về căn hộ rồi giấu chúng trong tủ quần áo.

## Bắt giữ
Vào ngày 23 tháng 7 năm 1989, Miyazaki trông thấy một đôi chị em đang chơi trong công viên ở Hachiouji, Tokyo. Y tìm cách để tách cô em gái ra khỏi chị gái lớn, sau đó dẫn đứa bé đi và thuyết phục bé chụp hình khỏa thân. Cha của hai chị em tình cờ đến ngay sau đó và trông thấy Miyazaki đang chụp ảnh cô con gái nhỏ cởi trần. Dù đã điên cuồng tấn công Miyazaki ngay lúc đó, nhưng kẻ thủ ác đã kịp chạy thoát khỏi ông, không may y để quên xe hơi Nissan của mình trong công viên. Khoảng chiều tối, Tsutomu quay lại công viên để lấy lại xe hơi, nhưng cảnh sát đã phục kích tại đó do người cha kia thông báo với họ về hành tung của y từ sáng. Cuối cùng kẻ sát nhân bị bắt giữ, cảnh sát ập vào căn hộ hai phòng của Miyazaki và tìm thấy những 5.763 băng video, trong đó gồm anime, phim kinh dị chặt chém và phim khiêu dâm (những băng hình này đã được sử dụng bằng chứng chống lại y). Xen kẽ trong số đó là các đoạn phim và hình ảnh về 4 nạn nhân của y. Miyazaki cũng được báo cáo thông tin là một fan hâm mộ của dòng phim kinh dị, sở hữu cả bộ sưu tập kinh dị đồ sộ. Tại phiên tòa, Miyazaki dường như vẫn tỏ thái độ bình tĩnh, thờ ơ với việc mình bị bắt giữ, không biểu lộ cảm xúc giận dữ hay hối tiếc.

## Nhận định và Xung đột đạo đức
Các phương tiện truyền thông gọi Miyazaki là "Sát nhân Otaku". Chuỗi vụ án do của y gây ra cuộc xung đột đạo đức nhắm đến các Otaku, buộc tội anime và phim kinh dị khiến y trở thành kẻ giết người. Nhiều tờ báo cho rằng vì bị chối bỏ và lãng quên trong cuộc sống, Tsutomu đã rút lui vào thế giới ảo tưởng của riêng mình. Okonogi Keigo, nhà phân tâm học tại Đại học Quốc tế Tokyo, chia sẻ với Tòa báo Shuukan rằng:
Mối nguy hại từ một thế hệ trẻ không được sự yêu thương và quan tâm từ cha mẹ và không thể phân biệt được thế giới ảo của phim ảnh, truyện tranh so với thế giới thực tại đang ngày một trầm trọng hơn.
Trong cuốn sách phân tích tâm lý học tội phạm do Ootsuka Eiji viết, ông cho rằng bộ sưu tập nội dung khiêu dâm của Miyazaki có thể đã bị chỉnh sửa và thêm thắt bởi một số kỹ thuật viên ảnh trong các tòa báo nhằm làm nổi bật tội ác của Miyazaki. Một nhà phê bình khác, Ichihashi Fumiya, nghi ngờ thông tin được đưa trên các tờ báo đã bị chỉnh sửa và bóp méo theo những định kiến công khai và làm gia tăng mối ác cảm đến các Otaku. Sharon Kinsella khẳng định rằng việc một bộ sưu tập đồ sộ những cuốn truyện tranh và phim ảnh là hoạt động bình thường, thậm chí điển hình trong đời sống của hầu như bất cứ thanh niên Tokyo những năm đó.